# 1927-es magyar vívóbajnokság
Az 1927-es magyar vívóbajnokság a huszonharmadik magyar bajnokság volt. A bajnokságot április 9. és 10. között (tőr), illetve május 7. és 8. között (kard) rendezték meg Budapesten, a Műegyetemen.

## Eredmények
| Versenyszám     | Arany                       | Arany | Ezüst                                 | Ezüst | Bronz                       | Bronz |
| --------------- | --------------------------- | ----- | ------------------------------------- | ----- | --------------------------- | ----- |
| Férfi tőrvívás  | Rády József MAC             |       | dr. Rozgonyi György Vénfiúk VC        |       | Kalniczky Gusztáv Tiszti VC |       |
| Férfi kardvívás | vitéz Terstyánszky Ödön MAC |       | vitéz dr. Uhlyarik Jenő Wesselényi VC |       | Garay János Tisza István VC |       |